# トック博物館
トック博物館（とっくはくぶつかん）は、大韓民国ソウル特別市鐘路区臥竜洞にある博物館。韓国伝統飲食研究所所長の尹淑子により、2002年12月に開館した。この博物館は朝鮮半島の刃物類を専門としており、古代の砥石（メットル、맷돌）から20世紀初頭の台所用品まで、朝鮮半島の古い調理器具が約2000点展示されているほか、200種類ほどあるトック（朝鮮半島の餅）のうち50種類が展示されている。 